# Marco Lippuner
Marco Lippuner (* 5. Juni 1988) ist ein Schweizer Radrennfahrer.
Marco Lippuner wurde 2005 Dritter bei der Schweizer Zeitfahrmeisterschaft der Junioren, und im nächsten Jahr konnte er das Rennen für sich entscheiden. In der Saison 2007 startete er als Gastfahrer bei der Liechtensteiner Zeitfahrmeisterschaft, die er vor allen Einheimischen auf dem ersten Platz beendete. 2009 gewann Lippuner mit dem Team Hörmann den Prolog beim Grand Prix Tell, der als Mannschaftszeitfahren ausgetragen wurde.

## Erfolge
2006
- | Schweizer Meister – Einzelzeitfahren (Junioren)

2007
- Liechtensteiner Meisterschaft – Einzelzeitfahren (als Gastfahrer)

2009
- Prolog (Mannschaftszeitfahren) Grand Prix Tell